# Ministerio de Cultura y Orientación Islámica (Irán)
El Ministerio de Cultura y Orientación Islámica (Persa: وزارت فرهنگ و ارشاد اسلامی) (MCOI) (conocido también simplemente como Ministerio de Orientación Islámica) es el nombre del Ministerio de Cultura de la República Islámica de Irán. Tras la revolución iraní de 1979 se fundó este ministerio fusionándose el Ministerio de Arte y el Ministerio de Información y Turismo.

## Cometidos
De acuerdo con la ley, el MCOI fue fundado para los siguientes cometidos:
1. Fomentar las virtudes morales en virtud de la fe y la piedad.
2. Independencia cultural y salvaguarda de la sociedad de influencias culturales foráneas.
3. Elevar la conciencia general en campos diversos y fomentar el talento, el espíritu de indagación, el tesón y la iniciativa en la sociedad.
4. Fomentar la cultura y el arte islámico.
5. Dar a conocer al mundo los fines y fundamentos de la República Islámica de Irán.
6. Desarrollar las relaciones culturales con los pueblos y naciones, sobre todo con los musulmanes y los desheredados.
7. Fomentar la unidad entre los musulmanes.
8. Todas las publicaciones tanto escritas como audiovisuales, como por ejemplo la prensa, películas, libros, música, videojuegos, etc. deben contar con el visto bueno y el permiso del MCOI.

## Instituciones bajo el MCOI
Algunas instituciones bajo de este Ministerio son:
- Organización de la peregrinación a la Meca
- Organización de Cultura y Relaciones Islámica